# Fredede fortidsminder på Ertholmene
Denne liste over fredede fortidsminder på Christiansø viser alle fredede fortidsminder på Christiansø. Listen bygger på data fra Kulturarvsstyrelsen.
| Stednavn    | Type         | Datering                          | Seværdighed (Verdensarv, National, Lokal, Nej) | ID (Link til Kulturarv.dk) | Koordinater                                   | Billede     | Bemærkning |
| ----------- | ------------ | --------------------------------- | ---------------------------------------------- | -------------------------- | --------------------------------------------- | ----------- | ---------- |
| Christiansø | Kildeanlæg   | Historisk Tid (ca. 1067 til 2009) | Nej                                            | 195389                     | 55°19′19″N 15°11′25″Ø / 55.32201°N 15.19039°Ø | Upload foto |            |
| Christiansø | Vindmølle    | Nyere tid (ca. 1661 til 2009)     | Nej                                            | 195388                     | 55°19′08″N 15°11′19″Ø / 55.31880°N 15.18874°Ø | Upload foto |            |
| Christiansø | Militærdepot | Nyere tid (ca. 1661 til 2009)     | Nej                                            | 195385                     | 55°19′17″N 15°11′17″Ø / 55.32133°N 15.18807°Ø | Upload foto |            |
| Christiansø | Militærdepot | Nyere tid (ca. 1661 til 2009)     | Nej                                            | 195386                     | 55°19′13″N 15°11′29″Ø / 55.32041°N 15.19145°Ø | Upload foto |            |
| Christiansø | Militærdepot | Nyere tid (ca. 1661 til 2009)     | Nej                                            | 195387                     | 55°19′12″N 15°11′27″Ø / 55.32002°N 15.19075°Ø | Upload foto |            |
| Christiansø | Skanse       | Nyere tid (ca. 1661 til 1699)     | Nej                                            | 149253                     | 55°19′13″N 15°11′28″Ø / 55.32018°N 15.19107°Ø | Upload foto |            |